# Martín Cáceres
José Martín Cáceres (Montevideo, 7 april 1987) is een Uruguayaans profvoetballer die doorgaans als verdediger speelt. Hij tekende in september 2021 een contract tot medio 2022 bij Cagliari, dat hem transfervrij inlijfde nadat zijn contract afliep bij Fiorentina. Cáceres debuteerde in 2007 in het Uruguayaans voetbalelftal.

## Clubcarrière
Cáceres debuteerde in juni 2006 als profvoetballer bij Defensor Sporting in de Primera División Uruguaya, waarna Villarreal CF hem in de zomer van 2007 contracteerde. Voor deze club speelde de verdediger geen officiële wedstrijden, maar in het seizoen 2007/08 op huurbasis bij Recreativo de Huelva. Bij deze club maakte hij in zijn debuutjaar in de Primera División indruk. In juni 2008 vertrok Cáceres voor 16,5 miljoen euro naar FC Barcelona. Daarmee won hij in 2009 de Spaanse landstitel, de Copa del Rey en de UEFA Champions League. Hij speelde dat jaar dertien wedstrijden en werd in het seizoen 2009/10 verhuurd aan Juventus. Het volgende jaar werd Cáceres uitgeleend aan Sevilla FC, dat hem in mei 2011 definitief aantrok voor ongeveer drie miljoen euro. In januari 2012 huurde Juventus hem wederom, dit keer voor een half jaar van Sevilla met de optie tot koop. Die optie lichtte de club daadwerkelijk. Met Juventus won Cáceres in 2011/12, 2012/13, 2013/14, 2014/15 en 2015/16 het Italiaanse landskampioenschap en de Coppa Italia in zowel 2014/15 als 2014/15. Hij bereikte in het seizoen 2014/15 de finale van de Champions League met de club. Daarin trok zijn voormalige werkgever Barcelona aan het langste eind.

## Clubstatistieken
| Seizoen | Club                | Competitie                | Duels | Goals |
| ------- | ------------------- | ------------------------- | ----- | ----- |
| 2005/06 | Defensor Sporting   | Primera División Uruguaya | 2     | 0     |
| 2006/07 | Defensor Sporting   | Primera División Uruguaya | 24    | 4     |
| 2007/08 | Villarreal          | Primera División          | 0     | 0     |
| 2007/08 | → Recreativo Huelva | Primera División          | 34    | 2     |
| 2008/09 | FC Barcelona        | Primera División          | 13    | 0     |
| 2009/10 | → Juventus          | Serie A                   | 15    | 1     |
| 2010/11 | → Sevilla           | Primera División          | 25    | 1     |
| 2011/12 | Sevilla             | Primera División          | 14    | 1     |
| 2011/12 | → Juventus          | Serie A                   | 11    | 1     |
| 2012/13 | Juventus            | Serie A                   | 18    | 1     |
| 2013/14 | Juventus            | Serie A                   | 17    | 0     |
| 2014/15 | Juventus            | Serie A                   | 10    | 1     |
| 2015/16 | Juventus            | Serie A                   | 6     | 0     |
| 2016/17 | Southampton         | Premier League            | 1     | 0     |
| 2017/18 | Hellas Verona       | Serie A                   | 14    | 3     |
| 2017/18 | SS Lazio            | Serie A                   | 20    | 4     |
| 2018/19 | SS Lazio            | Serie A                   | 4     | 0     |
| 2018/19 | → Juventus          | Serie A                   | 9     | 0     |
| 2019/20 | Fiorentina          | Serie A                   | 27    | 1     |
| 2020/21 | Fiorentina          | Serie A                   | 29    | 2     |
| Totaal  | Totaal              | Totaal                    | 293   | 22    |

## Interlandcarrière
Cáceres maakte zijn debuut in het Uruguayaans voetbalelftal op 12 september 2007 in de vriendschappelijke uitwedstrijd tegen Zuid-Afrika (0–0) in Johannesburg. Bondscoach Oscar Tabárez liet in de 53ste interland onder zijn leiding ook drie andere debutanten opdraven: Pablo Álvarez (Reggina Calcio), Juan Guillermo Castillo (CA Peñarol) en Leandro Ezquerra (CA River Plate Montevideo). Cáceres nam met Uruguay deel aan het wereldkampioenschap 2010 in Zuid-Afrika, waar de ploeg eindigde op de vierde plaats. In 2011 won hij met zijn vaderland de Copa América, het kampioenschap van Zuid-Amerika. Op het wereldkampioenschap 2014 speelde Cáceres alle vier wedstrijden van Uruguay mee, waaronder de verloren achtste finale tegen Colombia.
Cáceres maakte eveneens deel uit van de Uruguayaanse selectie die deelnam aan de WK-eindronde 2018 in Rusland. La Celeste behaalde drie zeges op rij in groep A, waarna de ploeg van bondscoach Oscar Tabárez in de achtste finales afrekende met regerend Europees kampioen Portugal (2–1) door twee treffers van aanvaller Edinson Cavani. Zonder diens inbreng (kuitblessure) verloor Uruguay vervolgens in de kwartfinale met 2–0 van de latere wereldkampioen Frankrijk. Cáceres kwam in alle vijf de duels in actie voor zijn vaderland.

## Erelijst
| Competitie                |              |                                                      |              |              |
| Competitie                | Aantal       | Jaren                                                |              |              |
| FC Barcelona              | FC Barcelona | FC Barcelona                                         | FC Barcelona | FC Barcelona |
| ------------------------- | ------------ | ---------------------------------------------------- | ------------ | ------------ |
| UEFA Champions League     | 1×           | 2008/09                                              |              |              |
| Kampioen Primera División | 1×           | 2008/09                                              |              |              |
| Copa del Rey              | 1×           | 2008/09                                              |              |              |
| Juventus                  |              |                                                      |              |              |
| Kampioen Serie A          | 6×           | 2011/12, 2012/13, 2013/14, 2014/15, 2015/16, 2018/19 |              |              |
| Coppa Italia              | 2×           | 2014/15, 2015/16                                     |              |              |
| Supercoppa                | 2×           | 2013, 2015                                           |              |              |
| Los Angeles Galaxy        |              |                                                      |              |              |
| MLS Cup                   | 1×           | 2024                                                 |              |              |
| Uruguay                   |              |                                                      |              |              |
| Copa América              | 1×           | 2011                                                 |              |              |